# Vercetti Regular
Vercetti Regular, även känd som Vercetti, är en gratis sans serif-typsnitt (gratisprogram). Det kan användas för både kommersiella och personliga projekt. Det gjordes tillgängligt år 2022 under licensen Licence Amicale, vilken tillåter människor att dela typsnittsfiler med vänner och kollegor.
Vercetti Regular (IPA /vərˈʧɛti ˈrɛɡjʊlər/) inspirerades av humanistiska och geometriska designelement.  När Vercetti skapades använde designerna principer från ett tidigare öppen källkod-typsnitt som kallas MgOpen Moderna. 
Typsnittet har 326 glyfer, inklusive siffror, symboler, skiljetecken och accenter. Detta innebär att det kan användas för alla språk i Europa som använder det latinska alfabetet. Nedladdning är tillgänglig i följande filformat: OTF, TTF, WOFF, WOFF2.